# Brief des Ignatius an die Smyrnäer
Der Brief des Ignatius an die Smyrnäer (IgnSm) ist ein Mahn- und Lehrschreiben des Apostolischen Vaters Ignatius von Antiochien an die Kirche in Smyrna. Er verfasste ihn vermutlich im ersten Jahrzehnt des 2. Jahrhunderts in der kleinasiatischen Stadt Troas (vgl. Kap. 12, 1).

## Anlass
Anlass ist vermutlich einerseits Lob der Smyrnäer, andererseits aber auch die (Vor-)Warnung und Zurückweisung vor/von judaistischen und doketistischen Lehren.

## Struktur des Briefs
- Einleitung
- 1. Kap. Lob Gottes für den vollendeten Glauben der Smyrnäer an Christus.
- 2. Kap. Christus hat für uns gelitten wahrhaft, nicht scheinbar.
- 3. Kap. Der Auferstandene ist ein wahrer Mensch.
- 4. Kap. Warnung vor den Irrlehrern. Christus ist wahrer Mensch.
- 5. Kap. Das Unglück der Doketen.
- 6. Kap. Auch die himmlischen und irdischen Mächte müssen an Christi Blut glauben; Kennzeichen der Irrlehrer.
- 7. Kap. Verhalten der Irrlehrer.
- 8. Kap. Seid eins mit dem Bischof!
- 9. Kap. Haltet zum Bischof; Dank für erwiesene Liebe.
- 10. Kap. Dank für die Aufnahme der Begleiter.
- 11. Kap. Nach Antiochien soll ein Bote gesandt werden.
- 12. Kap. Grüße und Wünsche für die Gemeinde von Smyrna.
- 13. Kap. Weitere Grüße.

## Inhalt
Wie es in fast allen Ignatiusbriefen der Fall ist, warnt Ignatius vor judaistischen und doketistischen Lehren und mahnt dementsprechend zum Festhalten an der wahren christlichen Lehre. Weitere Inhalte sind dem folgenden Abschnitt zu entnehmen.

## Zitate und Bedeutung
Ignatius erwähnt auch zahlreiche Dinge, die Amtsverständnis und Sakramente(nspendung) betreffen und für die spätere Entwicklung der Kirche ausschlaggebend sind:
- Die herausragende Rolle des Bischofs
  - Alle sollt ihr dem Bischof gehorchen wie Jesus Christus dem Vater, und auch dem Presbyterium wie den Aposteln; die Diakonen aber ehret wie Gottes Anordnung. Keiner tue ohne den Bischof etwas, das die Kirche angeht. Nur jene Eucharistie gelte als die gesetzmäßige, die unter dem Bischof vollzogen wird oder durch den von ihm Beauftragten. Wo immer der Bischof sich zeigt, da sei auch das Volk, so wie da, wo Jesus Christus ist, auch die katholische Kirche ist. Ohne den Bischof darf man nicht taufen noch das Liebesmal feiern; aber was immer er für gut findet, das ist auch Gott wohlgefällig, auf dass alles, was geschieht, sicher sei und gesetzmäßig. (8)
  - (…)Es ist gut, Gott und den Bischof zu kennen. Wer den Bischof ehrt, der wird von Gott geehrt; wer ohne des Bischofs Wissen etwas tut, der dient dem Teufel. (9, 1)
- Die weitergeführte Bezeichnung Eucharistie für das Abendmahl
  - (…)Eucharistie (…) (7, 1)
  - (…)Eucharistie (…) (8, 1)
- Hinweise auf die Realpräsenz Christi in der Eucharistie
  - Von der Eucharistie und dem Gebete halten sie sich ferne, weil sie nicht bekennen, dass die Eucharistie das Fleisch unseres Erlösers Jesus Christus ist, das für unsere Sünden gelitten hat und das der Vater in seiner Güte auferweckt hat. (…) (7, 1)
- Feier und Gültigkeit der Sakramente (nur) durch geweihte Amtsträger
  - (…)Nur jene Eucharistie gelte als die gesetzmäßige, die unter dem Bischof vollzogen wird oder durch den von ihm Beauftragten. (8, 1)
  - (…)Ohne den Bischof darf man nicht taufen noch das Liebesmal feiern (…) (8, 2)
- Die Bezeichnung katholische Kirche
  - (…)die katholische Kirche (…) (8, 2)